# Commerce de Bordeaux (1785)
Le Commerce de Bordeaux est un vaisseau de 74 canons de la classe Téméraire lancé en 1785. Il s’agit de l'un des nombreux bâtiments de force mis sur cale depuis le milieu des années 1740 selon les normes définies par les constructeurs français de cette époque avec l'idée d'obtenir un bon rapport coût/manœuvrabilité/armement afin de pouvoir tenir tête à la Royal Navy qui dispose de beaucoup plus de navires. Lancé au milieu des années 1780, il bénéficie aussi des plans types standardisés des ingénieurs Sané et Borda.

## Les origines et la carrière du vaisseau
Il est financé dans le cadre du don des vaisseaux qui intervient après la défaite des Saintes en 1782. Le navire est financé par les commerçants de Bordeaux (d'où son nom). Ce procédé, que l'on retrouve un peu partout dans le pays, correspond à l'élan patriotique qui parcourt la France après cette défaite et qui a pour but de remplacer les bâtiments perdus grâce à des dons du public ou des corps intermédiaires. Les vaisseaux construits sont souvent plus puissants que ceux qui ont été capturés où détruits.
Renommé le Timoléon en 1794, il participe à la bataille de Gênes en 1795 sous les ordres du capitaine Krohm. Il fait partie de l'escadre de Brueys qui accompagne l'expédition d'Égypte en 1798. Lors de la bataille d'Aboukir, il fait partie de l'arrière-garde française et a son gouvernail détruit par un tir du Généreux. Il protège l'échouage du Mercure (en) et de l'Heureux qui sont cependant capturés le 2 août en fin d'après midi. Attaqué le 2 août au matin par l'Alexander et le Majestic, il fait écran pour permettre au Généreux et au Guillaume Tell de prendre le large, puis s'échoue et son équipage l'incendie pour éviter sa capture.